# Helmut E. Lück
Helmut Ekkehart Lück (* 16. Dezember 1941 in Lüdenscheid) ist ein deutscher Sozialpsychologe, Psychologiehistoriker, Hochschullehrer und Autor.

## Leben
Lück studierte Wirtschafts- und Sozialwissenschaften an der Universität zu Köln und erlangte 1966 das Diplom. 1969 wurde er ebendort mit einer Schrift zum Thema Social Facilitation promoviert. 1973 wurde er als Professur an die Universität Duisburg berufen. 1978 wechselte er an die Fernuniversität in Hagen, wo er das Fach Psychologie einrichtete. Bis zu seiner Emeritierung 2007 leitete er dort das Lehrgebiet Sozialpsychologie.

## Werk
Lücks Forschungsschwerpunkt ist, neben sozialpsychologischen und forschungsmethodischen Fragestellungen, die Geschichte der Psychologie. Er war 1989 Mitgründer des Kurt Lewin Instituts für Psychologie als Weiterbildungseinrichtung der Fakultät für Kultur- und Sozialwissenschaften und 1997 Gründer des Psychologiegeschichtlichen Forschungsarchivs (PGFA).
Das Forschungsarchiv verwaltet zahlreiche Schenkungen, Nachlässe, Tests, Filme, Fotos und Tondokumente.
Zahlreiche Unterlagen des Kurt Lewin Instituts sowie das komplette Psychologiegeschichtliche Forschungsarchiv befinden sich heute im Archiv der Fernuniversität Hagen.
Er ist Mitherausgeber der Zeitschriften Gruppe. Interaktion. Organisation. Zeitschrift für Angewandte Organisationspsychologie (GIO) und Journal für Psychologie.

## Schriften (Auswahl)
Als Autor:
- Soziale Aktivierung. Untersuchungen zur Gültigkeit der modifizierten Social-Facilitation-Hypothese von Robert B. Zajonc. Wison, Köln 1970 (Dissertation, Universität Köln, Wirtschafts- und Sozialwissenschaftliche Fakultät, 1969).
- Prosoziales Verhalten. Empirische Untersuchungen zur Hilfeleistung. Kiepenheuer und Witsch, Köln 1975, ISBN 3-462-01096-4.
- Psychologie sozialer Prozesse. Eine Einführung in das Selbststudium der Sozialpsychologie. Leske + Budrich, Opladen 1985; 3. Auflage 1993, ISBN 3-8100-0922-9.
- Geschichte der Psychologie. Strömungen, Schulen, Entwicklungen (= Grundriss der Psychologie. Band 1). Kohlhammer, Stuttgart 1991; 7. Auflage (mit Susanne Guski-Leinwand) 2014, ISBN 978-3-17-026141-9.
- Kurt Lewin. Eine Einführung in sein Werk. Beltz, Weinheim/Basel 2001, ISBN 3-407-22107-X.
- mit Horst Heidbrink und Heide Schmidtmann: Psychologie sozialer Beziehungen. Kohlhammer, Stuttgart 2009, ISBN 978-3-17-020050-0.
- Die Psychologische Hintertreppe. Die bedeutenden Psychologinnen und Psychologen in Leben und Werk, 2016, ISBN 978-3-451-61381-4

Einige der ca. 150 Aufsätze und der über 30 Bücher sind in Übersetzungen erschienen, u. a. in den USA, in Italien, Spanien, Polen, Russland und China.
Als Herausgeber:
- mit Rudolf Miller: Illustrierte Geschichte der Psychologie. Quintessenz, München 1993, ISBN 3-928036-72-6.
- mit Rudolf Miller und Gabi Sewz-Vosshenrich: Klassiker der Psychologie. Kohlhammer, Stuttgart 2000, ISBN 3-17-015914-3.
- mit Sibylle Volkmann-Raue: Bedeutende Psychologinnen des 20. Jahrhunderts. Beltz, Weinheim 2002; 2. Auflage. Verlag für Sozialwissenschaften, Wiesbaden 2011, ISBN 978-3-531-93064-0.
- Psychologie in Selbstdarstellungen. Band 4, Pabst Science Publishers, Lengerich 2004, ISBN 3-89967-152-X.
- Kurt Lewin: Schriften zur angewandten Psychologie. Aufsätze, Vorträge, Rezensionen. hrsg. und eingeleitet von Helmut E. Lück. Krammer, Wien 2009, ISBN 978-3-901811-46-3.

## Ehrung
- Rudolf Miller (Hrsg.): Psychologie zwischen Theorie und Praxis. Festschrift zum 60. Geburtstag von Helmut E. Lück. Profil, München 2001, ISBN 3-89019-528-8.